# Saint-Péravy-la-Colombe
Saint-Péravy-la-Colombe é uma comuna francesa na região administrativa do Centro, no departamento Loiret. Estende-se por uma área de 18,87 km². Em 2010 a comuna tinha 771 habitantes (densidade: 40,9 hab./km²).